# مین‌قشلاق

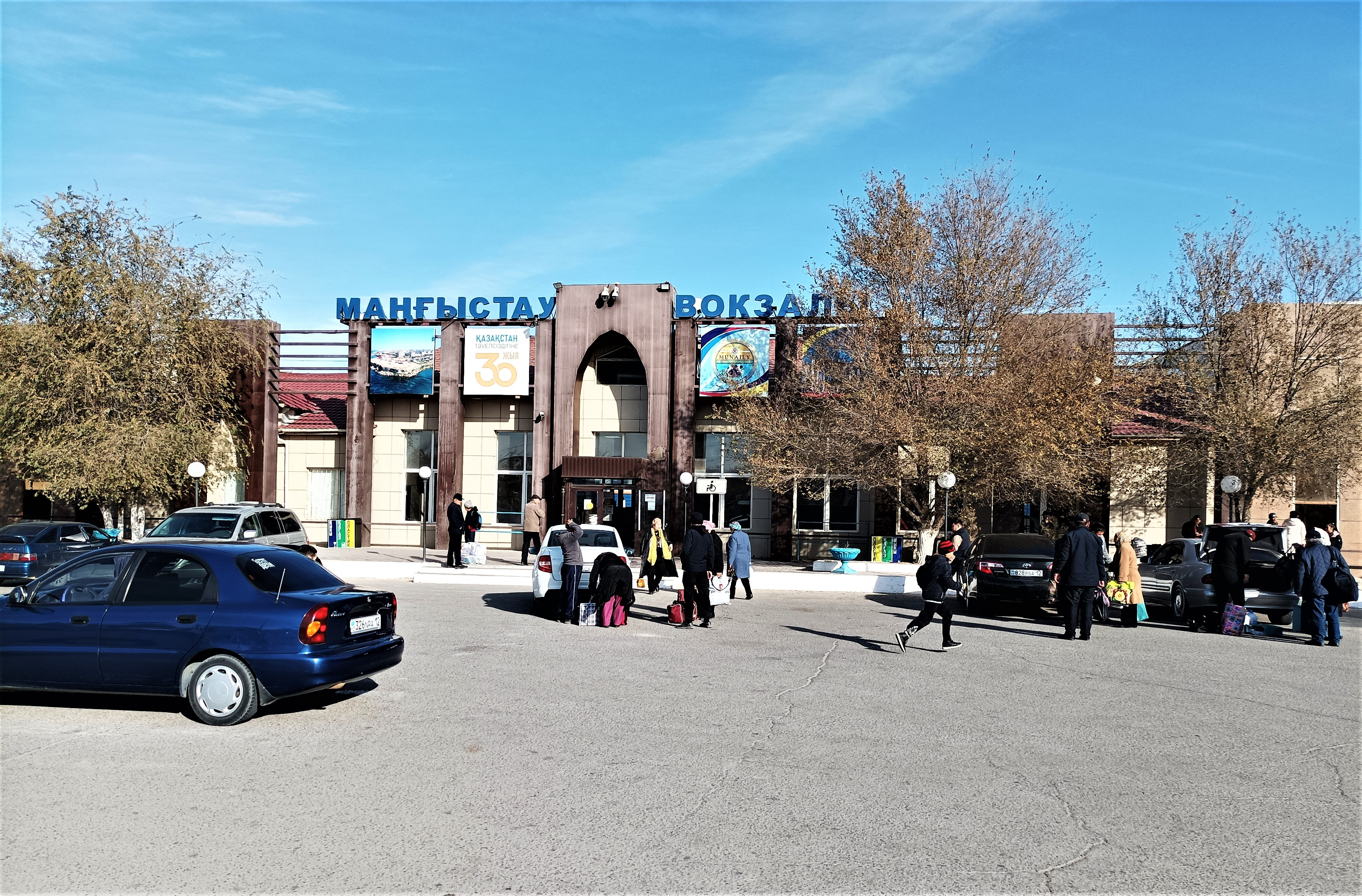
نمایی از ایستگاه قطار شهر «مین‌قشلاق» در کشور قزاقستان - ۲۰۲۱

مین‌قشلاق و یا مانغیستاو(به قزاقی: Маңғыстау، ماڭعىستاۋ ) یک شهر و منطقهٔ مسکونی در قزاقستان است که در استان مین‌قشلاق و در شبه‌جزیره سیاه‌کوه واقع شده‌است. مین‌قشلاق ۱۴۸۱۸ نفر جمعیت دارد.